# Liste des accidents ferroviaires en France en 1913
Pour des articles plus généraux, voir Liste des accidents ferroviaires en France, Liste des accidents ferroviaires en France au XXe siècle et Liste des accidents ferroviaires en France dans les années 1910.
La liste des accidents ferroviaires en France en 1913, est une liste non exhaustive, chronologique.

## Mars
- 6 mars 1913 - Sur la ligne Bourg-Dijon par Saint-Amour, près de Coligny, la chaudière de la locomotive d'un train de marchandises de 60 wagons explose, tuant le mécanicien et le chauffeur. La réaction provoquée fait reculer le convoi, blessant le chef de train. L'accident ayant eu lieu lors du croisement d'un rapide, les voitures de celui-ci sont endommagées[1].

## Mai
- 16 mai 1913 - La nuit, sur la ligne de Dole-Ville à Belfort, près de la gare d'Héricourt, un rail a été placé par malveillance en travers de la voie et fait dérailler un train de marchandises allant à Belfort, dont le mécanicien est tué[2].

## Juin
- 25 juin 1913 - Sur la ligne Caen-Falaise du réseau à voie métrique des chemins de fer du Calvados, la locomotive d'un train transportant du minerai de fer de Potigny à Caen se renverse à Ifs, coinçant son mécanicien, qui est tué[3].

## Juillet
- 13 juillet 1913 - À 1 heure 15, à son entrée en gare de Dijon, le train postal venant de Paris, en retard, est aiguillé par erreur sur une voie où a été garé un convoi de sept locomotives, qu'il vient heurter. Dans le choc, le wagon poste pour Pontarlier est broyé par un fourgon. L'accident fera un mort et vingt-sept blessés parmi le personnel du train, essentiellement des postiers ambulants[4].

## Septembre
- 6 septembre 1913 - Sur la ligne de Béziers à Neussargues, vers 19 heures 30, à l'entrée de la gare de Bédarieux, la queue d'un train de militaires partant aux grandes manœuvres du Sud-Ouest déraille sur un aiguillage brutalement bloqué par une entretoise tombée d'un wagon. L'accident fait deux morts et sept blessés[5].
- 7 septembre 1913 - Sur la ligne de Mazamet à Bédarieux[6], près de la gare de Saint-Amans-Soult, collision frontale entre un train de militaires partant aux grandes manœuvres du Sud-Ouest et un train de vendangeurs lancés par erreur en sens contraire sur la voie unique. L'accident fera trois morts et quatorze blessés[7].
- 17 septembre 1913 - Sur la ligne du tramway Cagnes-Grasse, un convoi bondé parti de Grasse s'emballe sur le rail mouillé dans la descente vers Cagnes et déraille. Une motrice heurte violemment le parapet du viaduc des Vignes, l'autre motrice et deux voitures qui forment le reste du convoi s'écrasent dans un ravin, une vingtaine de mètres en contrebas. L'accident fait dix-sept morts et quarante blessés, dont des nombreux chasseurs alpins de la 57e Brigade rentrant des grandes manœuvres[8].

## Octobre
- 12 octobre 1913 - Sur la ligne d'Abbeville à Lille par Saint-Pol-sur-Ternoise, entre les gares de Frévent et de Sibiville, seize wagons d'un train de lin à destination de Roubaix partent en dérive dans la pente après une rupture d'attelage, et viennent percuter un autre train de marchandises qui suit, en provenance du Tréport, dont le mécanicien, et le chauffeur sont tués, ainsi que le garde-frein de la rame en dérive[9].
- 13 octobre 1913 - Sur la ligne de Béziers à Neussargues, vers 13 heures 50, un train de voyageurs venant de Béziers heurte en gare de Banassac la machine d'un train de marchandises en manœuvre. L'accident fait trois morts et une dizaine de blessés[10]. Le 5 février 1914, le Tribunal correctionnel de Marvejols déclarera responsables de l'accident le chef de gare intérimaire et le comptable de la gare en les condamnant respectivement à un mois de prison et 16 francs d'amende pour l'un et deux mois de prison avec sursis et 16 francs d'amende pour l'autre[11].

## Novembre
- 4 novembre 1913 - Melun : collision à 21 heures 30 entre le rapide Marseille-Paris et le train poste Paris-Pontarlier, par suite d'un non-respect de la signalisation par le mécanicien Dumaine, conduisant le rapide. L'accident, suivi d'un terrible incendie, fera trente-neuf morts et treize blessés[12]. En mars 1914, le Tribunal correctionnel de Melun condamnera le mécanicien et le chef de train du train tamponneur respectivement à quatre mois et un mois de prison pour homicide par imprudence[13].

## Décembre
- 2 décembre 1913 - Le soir, en gare de Rang-du-Fliers, un train transatlantique Boulogne-Paris prend en écharpe un convoi de betteraves circulant sur la ligne à voie métrique d'Aires-sur-la-Lys à Berck[14]. L'accident fait un mort, le chauffeur du rapide, et un blessé, une voyageuse[15].